# Hirmoneura villosula
Hirmoneura villosula är en tvåvingeart som beskrevs av Friedrich Hermann Loew 1873. Hirmoneura villosula ingår i släktet Hirmoneura och familjen Nemestrinidae. Inga underarter finns listade i Catalogue of Life.